# Planet of Giants
Planet of Giants (Planeta de gigantes) es el primer serial de la segunda temporada de la serie británica de ciencia ficción Doctor Who, emitida por primera vez en tres episodios semanales del 31 de octubre al 14 de noviembre de 1964. Se trata de la primera historia ambientada en la Tierra contemporánea desde An Unearthly Child.

## Argumento
Tras una avería en la consola de la TARDIS y el sonido de un claxon indicando que algo no iba bien, el Doctor insiste en que el detector de fallos no muestra ningún error y que es seguro salir. Entonces, Ian, Susan y Barbara salen y se dan cuenta, al ver el tamaño descomunal de un gusano y una hormiga y los demás objetos a su alrededor, de que están en la Tierra, pero que la TARDIS y ellos se han encogido a un tamaño diminuto. Están en un laboratorio donde se está probando un nuevo insecticida que ha sido rechazado por ser demasiado mortífero para cualquier insecto, según oyen a dos científicos decir. Uno de ellos mata al otro para que no se revele el secreto y se comercialice el insecticida de todas formas. Barbara, mientras tanto, se ha visto intoxicada por el insecticida tras tocar una semilla contaminada. El grupo deberá, en sus tamaños actuales, resolver el asesinato y evitar la comercialización del insecticida, y al mismo tiempo regresar a la TARDIS para recuperar su tamaño normal y salvar a Barbara de la muerte.

## Producción
| Episodio                  | Fecha de emisión        | Duración    | Espectadores en millones | Estado en el archivo            |
| ------------------------- | ----------------------- | ----------- | ------------------------ | ------------------------------- |
| Planet of Giants          | 31 de octubre de 1964   | 23:15       | 8,4                      | Película de 16mm                |
| Dangerous Journey         | 7 de noviembre de 1964  | 23:40       | 8,4                      | Película de 16mm                |
| Crisis                    | 14 de noviembre de 1964 | 26:35       | 8,9                      | Película de 16mm                |
| Crisis (versión original) | No emitido              | Desconocido | No emitido               | Sólo existen algunos fotogramas |
| The Urge to Live          | No emitido              | Desconocido | No emitido               | Sólo existen algunos fotogramas |
| [ 2 ] [ 3 ] [ 4 ]         |                         |             |                          |                                 |

Un borrador de esta historia escrito por C.E. Webber y titulado The Giants iba a ser originalmente la primera historia de la primera temporada.

### Episodio 4
La historia originalmente tenía cuatro episodios de duración. Tras ver los episodios 3 y 4, que estaban más enfocados en los personajes de Hilda y Bert, el director de dramáticos Sydney Newman ordenó que se montaran juntos y se cortaran para hacer un episodio 3 con más acción y que se enfocara en los protagonistas de la serie. El episodio 4 se titulaba The Urge to Live, y estaba dirigido por Douglas Camfield (en vez de Mervyn Pinfield, que dirigió los otros tres episodios). Cuando se fusionaron los episodios 3 y 4 para montar el episodio 3 definitivo, sólo se acreditó a Camfield.
La decisión de fundir estos dos episodios en uno tuvo consecuencias posteriormente, cuando los productores se encontraron con un hueco de un episodio tras Galaxy 4. En vez de producir una historia de un solo episodio o alargar otro de los seriales planeados, se produjo Mission to the Unknown para que sirviera de prólogo a The Daleks' Master Plan, y en ella no aparecería ningún miembro del reparto regular. Este episodio se produjo en el mismo bloque que Galaxy 4, y ambos se convertirían en los dos primeros seriales de la tercera temporada.
En el DVD de 2012 se incluyen recreaciones de los episodios 3 y 4 basadas en los guiones originales con nuevos diálogos y animación.

## Lanzamientos en VHS y DVD
El serial se publicó en VHS en 2002. Fue el primer serial publicado comercialmente en utilizar el proceso VidFIRE. Fue estrenado en DVD en la Región 2 el 20 de agosto de 2012.